# Rosita Bouchot
Rosa Esther Gómez Bouchot (Ciudad de México, 30 de agosto de 1951), conocida artísticamente como Rosita Bouchot, es una actriz, guionista y cantante mexicana. Es reconocida por haber sido la segunda de las cuatro actrices que interpretaron al personaje de Paty, en la serie El Chavo del 8 en la temporada de 1975. Adicionalmente, también apareció en El Chapulín Colorado, otra de las producciones creadas por el actor y comediante Roberto Gómez Bolaños.
El 31 de marzo de 2024 el Colegio de Defensa Nacional (Antes Heroico Colegio Militar) le otorgó el doctorado “Honoris Causa” por su  aportación a la cultura social en México.

## Biografía y carrera

### Primeros años: los años 70
Rosita debutó en 1972 como actriz de cine en el film mexicano Mecánica nacional dirigido por Luis Alcoriza. En esta cinta interpretó un personaje menor como Rosa Esther Gómez.Este filme ocupa el lugar 74 dentro de la lista de las 100 mejores películas del cine mexicano, según la opinión de 25 críticos y especialistas del cine en México, publicada por la revista Somos en julio de 1994.
En 1975 participó con su primer protagónico en la película mexicana La presidenta municipal dirigido por Fernando Cortés donde asume el papel de Chencha, compartiendo cartel con María Elena Velasco quien interpretaba al popular personaje La India María.También en 1975 tuvo participación en la novela Barata de primavera y en 3 episodios de la novela mexicana El milagro de vivir que se transmitía por canal 2.
Fue en 1975 cuando participó en la segunda versión del personaje de Paty en la serie El Chavo del 8, en dos episodios junto a Olivia Leyva quien interpretaba a la tía Gloria.También participó en El Chapulín Colorado, haciendo el papel de la sirvienta de la Minina y de Artritis, la esclava de Cleopatra en un episodio en 1975 llamado La Historia de Cleopatra y Julio César.
En 1976 participó en la coproducción hispano-mexicana El alegre divorciado (en España) o La casada es mi mujer (en México) que fue dirigida por Pedro Lazaga. En ella interpreta a Elvirita.Ese mismo año participó del programa El show de Enrique el Polivoz, programa de Enrique Cuenca quien se había independizado del conocido dúo cómico Los Polivoces.
En 1977 participó en el programa de TV Variedades de media noche, un programa que incluía  sketches cómicos, actuaciones musicales y presentaciones de invitados especiales. En ella participó como vedette y cantante.Este mismo año forma parte del elenco actoral del film Cascabel que fue dirigido por Raúl Araiza. Film que es nominado a 3 Premios Ariel, ganando en las categorías Mejor Edición y Mejor Ópera Prima, siendo además, premiado con el premio Diosas de Plata en la categoría Mejor Película que otorga PECIME (Periodistas Cinematográficos de México).Como cantante publicó un sencillo a través del sello Yuriko con las canciones La solterita y Regreso a clases.
En 1979 actuó en el film En esta primavera, una comedia musical que protagonizaron los cantantes Juan Gabriel y Estrellita. De esta producción también participó Ramón Valdés, con quien trabajó en los recordados episodios de El Chavo del 8.Este mismo año también participó en el film En la trampa nuevamente bajo las órdenes de Raúl Araiza. Esta película fue ganadora del Premio Ariel a Mejor Actor, además de haber sido nominada en las categorías Mejor Edición y Mejor Argumento. También en 1979 bajo las órdenes del director José Ullóa actuó en los films Río de la muerte y Juventud sin freno. 

### Los años 80
Consolidada su carrera en los 70, durante los 80 continuó con una gran actividad actoral.
En 1980 participó en la novela Los ricos también lloran, una producción de Televisa que fue dirigida por Rafael Banquells y protagonizada por Verónica Castro y Rogelio Guerra.
En 1981 participó en el film Semana santa en Acapulco que fue dirigido por Luis Alcoriza, el mismo director con el cual debutó en 1972.Ese mismo año actuó en el film El color de nuestra piel, bajo la dirección de Alejandro Galindo y en la producción de Televisa Quiéreme siempre, novela mexicana dirigida por Alfredo Saldaña.
En 1982 actuó como una prostituta de nombre Ardilla en el film Burdel, que también fue titulada Cada quien su madre (Ratero II), película dirigida por Ismael Rodríguez.
En 1984 trabajó en la película Corrupción policial que fue dirigido por Ismael Rodríguez.Ese mismo año trabaja bajo las órdenes de Fernando Durán Rojas en el film Entre hierba, polvo y plomo.También aparece en el film Acorralado que fue dirigido por Rafael Villaseñor Kuri.
En 1985 apareció en la película Los mecánicos ardientes de Raúl Ramírez.Este mismo año participó en la ópera prima del director Marcelino Aupart El padre Juan, donde encarna a una mujer que es el deseo onírico y erótico de un sacerdote.
En 1986 participó en la telenovela mexicana producida  por Enrique Segoviano paraTelevisa, Ave Fénix.En ese mismo año participó en las películas Policía de narcóticos, de Gilberto de Anda, La celda del alacrán de Antonio Orellana, Víctimas de la pobreza de Francisco Guerrero y en ¡Yerba sangrienta! de Ismael Rodríguez.
En 1987 participó en la laureada novela mexicana Rosa Salvaje, con los protagónicos de Verónica Castro y Guillermo Capetillo. Esta novela recibió 4 nominaciones en los Premios TvyNovelas por Mejor Novela, Mejor Actor, Mejor actriz y Mejor Villana, siendo ganador en las 2 últimas. Ese mismo año participó en las películas Niños sobre perdido de Raúl Ramírez, Testigo de un crimen de Víctor Herrera Zenil, Juventud rebelde o Ardor de juventud de Marcelino Aupart, El zapatero bailarín de Raúl Ramírez,Las zorras de Antonio López Cardosa, y Herencia de sangre de Víctor Martínez.
En 1988 publicó el disco Murmullo tropical a través del sello Eco. Esta placa tuvo como primer sencillo la canción Pensando en ti, autoría de Peret. En tanto que como lado B tenía, la canción Sácale jugo a la Vida, del conocido compositor Luis Demetrio.Este mismo año participó en Vuelven los mecánicos ardientes, continuación del film que había rodado en 1985 bajo las órdenes de  Raúl Ramírez.Ese mismo año participó en la película Pasaporte a la muerte sobre guion del reconocido director Ismael Rodríguez con quien también trabajo en el film Solicito marido para engañar.
En 1989 es la protagonista principal del film Chantaje al desnudo del director Marcelino Aupart. Una película calificada como para mayores de 16 años. El film termina con la canción Encuentro casual que interpreta Rosita.

### Los años 90
Durante la década de los 90, continuó con sus actuaciones en cine, en títulos exponentes del denominado cine de ficheras y en diversas telenovelas.
Durante 1990 actuó en los films Compadres a la Mexicana y  El pozo del diablo ambas dirigidas por Francisco Guerrero; Noche de recamareras de Víctor Manuel Castro. También participó en Oficio: Golfa de Francisco Sánchez. Esta película en USA fue estrenada como Pretty Woman Mexican.
En el año 1991 participó en la novela Al filo de la muerte producido por Televisa.También fue parte de la película Un asesino anda suelto dirigido por Sergio Pérez Grovas.Al año siguiente, en 1992, participó en dos producciones dirigidas por Javier Durán: Las dos caras de un pillo y Mofles y Canek en mascara vs. cabellera.
En 1993 trabajo para José Juan Munguía en la película Nachas vemos vecinas no sabemos. Y fue parte de la película El superman... Dilon de Javier Durán interpretando el papel de Gloria.Un papel que ha de repetir en 1995 cuando participó en El superman... Dilon dos.
En 1996 participó en el telefilm producido por Televicine (antecesora de Videocine del grupo Televisa) Bonita que fue dirigido por Raúl Araiza.
En 1997 trabajó en el film Tres huasnacos junto a Luis de Alba y José Natera.
En 2006, junto con María Antonieta de las Nieves hizo un episodio especial de la serie "Skimo" transmitido por Nickelodeon.
Rosita Bouchot es soltera y tiene una sola hija llamada Yendi.

## Filmografía

### Programas de televisión
- Esta historia me suena (2023)[59]
- Como dice el dicho (2016-presente) - Varios personajes
- La rosa de Guadalupe (2008-presente) - Varios personajes
- El doble infierno … Constanza
- #ladygraduacion - Soco
- La otra yo - Esperancita
- Más que aire … Angelita
- Sero positiva o cero negativa … Soledad
- Sin filtro … Leonor
- Un amor imposible - Carmen
- Un castillo de amor … Encarnación
- Mujer, casos de la vida real (2002–2006)
- El show de Enrique el Polivoz (1976) … Licha (nana de Henruchito)
- El Chavo del Ocho … Paty (2.ª versión, 2 capítulos de 1975)
- El Chapulín Colorado … Sirvienta de la Minina / Artritis, esclava de Cleopatra

### Películas
- Bienvenido paisano (2006)
- Tres huasnacos (1997)
- Bonita (1996)
- El supermán… Dilon dos (1995)
- El supermán… Dilon (1993)
- Nachas vemos vecinas no sabemos (1993)
- Las dos caras del diablo (1992)
- Chantaje al desnudo (1992)
- Mofles y Canek en máscara vs. cabellera (1992)
- Un asesino anda suelto (1991)
- El pozo del diablo (1990)
- Compadres a la Mexicana (1990)
- Oficio: Golfa (1990)
- El semental (1990)
- Con el odio en la piel (1988)
- El semental de Palo Alto (1988)
- Vuelven los mecánicos ardientes (1988)
- Solicito marido para engañar (1988)
- Los Psiquiatras Ardientes (1988)
- El cabaretero y sus golfas (1988)
- Pasaporte a la muerte (1988)
- Las zorras (1987)
- Niños sobre pedido (1987)
- Juventud rebelde (1987)
- Herencia de sangre (1987)
- El zapatero bailarín (1987)
- Testigo de un crimen (1987)
- Policía de narcóticos (1986)
- La celda del alacrán (1986)
- ¡Yerba sangrienta! (1986)
- Los mecánicos ardientes (1985)
- Entre hierba, polvo y plomo (1984)
- Corrupción (1984)
- Acorralado (1984)
- Burdel (1982)
- El color de nuestra piel (1981)
- Semana santa en Acapulco (1981)
- Intrépidos punks (1980)
- Juventud sin freno (1979)
- En esta primavera (1979)
- En la trampa (1979)
- Río de la muerte (1979)
- Cascabel (1977)
- El alegre divorciado (1976)
- La presidenta municipal (1975)
- Mecánica nacional (1972)

### Telenovelas
- La desalmada (2021-2022) .... Chona
- Diseñando tu amor (2021) .... Leoparda
- Médicos, línea de vida (2019) .... Amelia Muñoz
- El bienamado (2017) .... Talita Prieto
- La sombra del pasado (2014) ... Eulalia
- La tempestad (2013) ... Lucrecia
- Mentir para vivir (2013) ... Perla
- Amores verdaderos (2012)
- Triunfo del amor (2010-2011) ... Doña Polly
- Destilando amor (2007) ... Flavia
- Barrera de amor (2005) ... Leticia
- Así son ellas (2002) ... Chela
- La intrusa (2001)
- Carita de ángel (2001) ... Pantaleona Malacara #2
- Por tu amor (1999) ... Azucena
- Tres mujeres (1999) Dora Fonseca
- Camila (1998) ... La Canalla
- Gotita de amor (1998) ... Leoncia
- Sin ti (1997) ... Irene
- Acapulco cuerpo y alma (1995) ... Dora
- Al filo de la muerte (1991-1992) ... Prieta
- Rosa salvaje (1987) ... La Tigresa
- Ave fénix (1986)
- Quiéreme siempre (1981) ... Juventina
- El milagro de vivir (1975)
- Barata de primavera (1975)